# Mamoea montana
Mamoea montana là một loài nhện trong họ Amphinectidae. Loài này phân bố ở New Zealand.